# 海陆教堂
海陆教堂（英語：Sea and Land Church）是一座历史悠久的教堂，位于纽约市曼哈顿的下东城和双桥社区，显利街（Henry Street）61号，市场街转角 。它建于1819年，在1864年之前原名荷兰归正会东北堂（Northeast Dutch Reformed Church），1980年4月9日被列入国家史迹名录。该建筑是下东城的三座乔治王哥特复兴教堂之一，另外两座是圣奥古斯丁礼拜堂（St. Augustine's Chapel）和显圣容堂（Church of the Transfiguration）。它也是纽约市第二古老的教堂建筑。
自1951年以来，教堂建筑一直由第一华人长老会（the First Chinese Presbyterian Church）与海陆教会共同使用，直到1972年该堂会解散。